# Чамиза, Нельсон
Нельсон Чамиза (англ. Nelson Chamisa; род. 2 февраля 1978) — политик Зимбабве, исполняющий обязанности председателя «Движения за демократические перемены» (Movement for Democratic Change; MDC), член Палаты собрания Зимбабве от Кувадзаны, Хараре. Министр в правительстве национального единства Моргана Цвангираи (2009—2013).

## Биография
Родился 2 февраля 1978 года в провинции Гуту, Южная Родезия (сейчас Зимбабве). Имеет степень бакалавра в области политологии и государственного управления, а также бакалавра права Университета Зимбабве. Чамиза является квалифицированным юристом и с ноября 2014 года работает в юридической фирме «Harare law firm Atherstone and Cook».
В октябре 2021 года их политическая партия осудила новое нападение на своего лидера Нельсона Чамиса, который остался невредимым после ранения накануне, когда он находился в своей машине после политического митинга.